# قوسمالیان
قوسمالیان (به لاتین: Qosmalyan یا Qosmalıan یا Qosməliyon) یک منطقه مسکونی در جمهوری آذربایجان است که در شهرستان لریک واقع شده است. قوسمالیان ۸۵۴ نفر جمعیت دارد.

## ریشه واژه
ریشه نام این روستا تالشی است. مردم بومی به آن قوسمیهیون (Qosmihiyon) می‌گویند. قوسم تغییریافته نام قاسم است، هی به‌معنی محل کشت و کار و یان یا یون پسوند مکان است و معنای کامل آن می‌شود محل کشاورزی و کشتزار فردی به‌نام قاسم. برخی نیز آن را میدان و محله قاسم می‌دانند.